# Солянка (приток Большого Камышлака)
Соля́нка (в верховье Меловая) — река в Озинском районе Саратовской области России. Устье реки находится в 239 километрах от устья по правому берегу реки Большой Камышлак. Длина реки — 45 км, площадь бассейна — 585 км².
Берёт начало в строях Общего Сырта на границе с Казахстаном южнее села Меловое. Впадает в реку Большой Камышлак близ села Камышлак. Основные притоки: правый — балка Солянкин Дол, левые — Средняя Солянка, Верхняя Солянка.